# Jean-Baptiste de Secondat
Jean-Baptiste de Secondat (1716-1796) est l'un des fils de Montesquieu. Il est agronome, botaniste et physicien.

## Biographie
Jean-Baptiste, né le 12 février 1716 à Martillac (Gironde), est le deuxième fils de Montesquieu. Il épouse Marie-Catherine-Thérèse de Mons le 30 août 1740. Le couple a un fils, Charles-Louis (1749-1835). Il fait ses études à Paris au Collège Louis-le-Grand et au Collège d'Harcourt. À son retour à Bordeaux en 1734, il est reçu avocat au Parlement de Bordeaux et entre dans l'Académie de Bordeaux.
Jean-Baptiste de Secondat accepte difficilement la destinée souhaitée pour lui par son père. Il n’exerce pas le métier d'avocat et plus tard refuse la charge de président à mortier au Parlement de Bordeaux. Il se consacre à sa passion pour l'agronomie et les sciences naturelles. Absorbé par ses lectures et les démonstrations théoriques et expérimentales, il fuyait les représentations sociales et mondaines des Lumières bordelaises ou parisiennes.
Tout en réglant la succession de son père et en surveillant les publications des œuvres de ce dernier, il réalisait des expériences sur l’électricité, sur l’évolution démographique, sur les eaux minérales ou se lançait dans l'ascension du pic du Midi pour étudier la carte du ciel et vérifier les travaux de Fahrenheit et de Réaumur sur la variation de la température de l'ébullition de l'eau avec l'altitude.
À cause de son âge, Jean-Baptiste n'a joué aucun rôle dans les évènements politiques avant la Révolution. Cependant, en janvier 1794 il est arrêté par les jacobins bordelais parce que son fils Charles-Louis a émigré pour rejoindre les armées royalistes. Tous ses biens sont placés sous scellé et après sa libération il a tenté, jusqu'à sa mort le 17 juin 1796, de les récupérer.

## Œuvres
La liste complète des écrits de Jean-Baptiste de Secondat se trouve dans le livre de Jules Delpit. Ci-dessous les publications les plus importantes :
- Mémoire sur l'électricité, Paris, Vve. David, 1746, 37 p. (lire en ligne)
- Joshua Gee (trad. Jean-Baptiste Secondat), Considérations sur le commerce et la navigation de la Grande-Bretagne, London, A. Bettesworth and C. Hitch, 1749, 262 p.
- Ce recueil contient dix mémoires qui ont été publiés ou lus dans diverses académies.
Observations de physique et d'histoire naturelle sur les eaux minerales de Dax, de Bagneres et de Barege, sur l'influence de la pesanteur de l'air dans la chaleur des liqueurs bouillantes, et dans leur congellation. Histoire de l'electricite., Paris, Huart & Moraud, 1750, 228 p. (lire en ligne)
- Considerations sur la constitution de la marine militaire de France, Londres, 1756, 262 p. (disponible sur Internet Archive).
- Mémoire sur les maladies pestilentielles des bœufs..., Bordeaux, Faye, 1775, 21 p. (lire en ligne)
Second mémoire sur les maladies pestilentielles des bœufs..., Bordeaux, Faye, 1775, 34 p. (lire en ligne)
- Ce recueil contient une série de mémoires sur l'histoire naturelle, la botanique,... Sa description précise d'une espèce de chêne a eu comme résultat dans la nomenclature : (Fagaceae) Quercus secondatii Steud.[2]
Mémoires sur l'histoire naturelle du chêne : sur la résistance des bois à être rompus par les poids dont ils sont chargés; sur les arbres forestiers de la Guienne; sur les champignons qui paroissent tirer leur origine dʹune pierre; sur la maladie pestilentielle des bœufs en 1774; sur la culture de la vigne, et sur le vin de la Guienne, &c, Paris, De Bure, 1785, 91 p. (lire en ligne).
- En 1787, il suggère une série de réformes sociales dans un mémoire anonyme[3] : 
  - Pensées d'un amateur de la vérité, sur les affaires présentes, 1789, 87 p., Bibliothèque municipale de Bordeaux (ms 2695/3), cote D60323.